# John S. Pistole

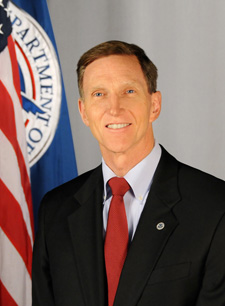
John S. Pistole, Administrator Transportation Security Administration (2010)

John S. Pistole (* 1. Juni 1956 in Baltimore, Maryland, USA) war von 2004 bis 2010 der Stellvertretende Direktor des FBI. Sein Vorgesetzter in dieser Zeit war FBI-Direktor Robert Mueller.
Im Oktober 2004 wurde Pistole zum „Deputy Director Federal Bureau of Investigation“ berufen, dem zweithöchsten Amt des FBI. Am 23. August 2004 wurde er vom Kongress bezeugt.
Pistole und Valerie E. Caproni waren die FBI-Beamten, welche die Mitteilung genehmigten, die die Vorgehensweise der US-Regierung im „Kampf gegen den Terror“ offenlegte.
Die Mitteilung war vom FBI General Counsel an alle Mitarbeiter gerichtet und besagte, dass die FBI-Beamten keine Folter zu Verhörzwecken anwenden dürfen. Den FBI-Beamten wurde verboten, von Dritten unter Folter geführte Verhöre zu verwenden.
Im Sommer 2010 gab er das Amt des stellvertretenden FBI-Direktors an Timothy Murphy ab und wechselte zur Transportation Security Administration.